# Тенген
Тенген (њем. Tengen) град је у њемачкој савезној држави Баден-Виртемберг. Једно је од 25 општинских средишта округа Констанц. Према процјени из 2010. у граду је живјело 4.676 становника. Посједује регионалну шифру (AGS) 8335080.

## Географски и демографски подаци
Тенген се налази у савезној држави Баден-Виртемберг у округу Констанц. Град се налази на надморској висини од 614 метара. Површина општине износи 62,0 km². У самом граду је, према процјени из 2010. године, живјело 4.676 становника. Просјечна густина становништва износи 75 становника/km².